# Sant Romà (Brunyola)
Sant Romà és una església del municipi de Brunyola i Sant Martí Sapresa (Selva) inclosa en l'Inventari del Patrimoni Arquitectònic de Catalunya.

## Descripció
És un edifici aïllat de planta rectangular, absis, pòrtic occidental, sagristia adossada i coberta de doble vessant a laterals. Està situat al costat mateix de la casa del mas Salló, aturonada i no gaire lluny del camí que va de Sant Dalmai (Vilobí d'Onyar) a Sant Martí Sapresa. Consta d'una nau de planta rectangular i un absis semicircular de planta de ferradura, d'estil romànic. La sagristia, adossada a migdia, i la porxada de ponent són elements posteriors, com el campanar d'espadanya doble i el portal adovellat.
La façana presenta una porxada aterrassada, amb dos pilars quadrangulars i una coberta de doble vessant a laterals i bigues de fusta. La façana pròpiament dita és arrebossada i pintada de blanc, encara que en mal estat de conservació. Mostra un portal adovellat de pedra escairada, un ull de bou i un gran campanar de cadireta de dos ulls, culminat amb tres pinacles quadrangulars. A la banda de migdia es conserven dos contraforts, prop de la sagristia adossada a ponent.
A l'interior, a banda del cor, situat a ponent i accessible mitjançant una petita i atrotinada escala, hi ha mobiliari litúrgic, bancs i representacions de Sant Romà soldat, Sant Josep i la Mare de Déu. També cal destacar l'existència, a la cupuleta de la volta de quart d'esfera de l'absis, de poques restes de pintures antigues, indesxifrables a primer cop d'ull. Sota el cor hi ha diversos exvots relacionats amb l'antic servei militar obligatori, ja que el sant titular és Sant Romà, el soldat.

## Història
La primera dada que es té és de 1279 quan era sufragània de l'església de Sant Amanç i va ser reformada a l'edat mitjana tardana i també durant l'època moderna. Està dedicada al màrtir Sant Romà. Els seus goigs canten: "Amb vostre mà benaurada / com senyera estesa al vol, / beneiu vostre fillada / de Brunyola i Estanyol, / que en la llar on se us honora / no hi manqui virtut ni pa! / I defenseu a tota hora / aquest veïnat Sant Romà".

## Ubicació
Aquesta ermita és al cantó de l'antic camí ral que unia Tossa i Anglès, un dels que travessava la comarca de la Selva i que era ben important abans de la construcció de la xarxa de carreteres, a finals del segle xix. Aquest camí passava també per Caldes de Malavella, Vilobí d'Onyar i Sant Pere Sestronques.